# Friedrich-Weller-Preis
Der Friedrich-Weller-Preis ist ein deutscher Wissenschaftspreis.
Namensgeber ist Friedrich Weller (1889–1980), Ordinarius an der Universität Leipzig und von 1943 bis 1980 Ordentliches Mitglied der Sächsischen Akademie der Wissenschaften zu Leipzig.
Der mit 2.500 Euro dotierte Preis wird von der Sächsischen Akademie der Wissenschaften und der Universität Leipzig seit 1985 in unregelmäßigem Turnus an Wissenschaftler auf dem Gebiet von Geschichte, Literatur und Kunst der asiatischen Völker unter besonderer Berücksichtigung Indiens und des fernen Ostens verliehen, die im Einzugsbereich der Sächsischen Akademie der Wissenschaften tätig oder mit dem Werk Friedrich Wellers eng verbunden sind.
Die Finanzierung des Preises erfolgt aus dem Friedrich-Weller-Fonds bei der Stiftung der Sächsischen Akademie der Wissenschaften zu Leipzig.

## Preisträger
- 1985: Klaus Mylius
- 1987: Manfred Taube
- 1987: Marlene Njammasch
- 1989: Eberhardt Richter
- 1996: Erika Taube
- 1998: Johannes Mehlig
- 2000: Tonio Sebastian Richter
- 2001: Oskar von Hinüber
- 2003: Mudagamuwe Maithrimurthi
- 2009: Olaf Czaja
- 2012: Isabelle Ratié
- 2013: Seishi Karashima
- 2015: Wendy Doniger, Petra Kieffer-Pülz
- 2019: Sheldon Pollock, Jens Wilkens
- 2023: Yigal Bronner, Lawrence J. McCrea[1]